# Мочох (озеро)
Мочо́х — озеро обвально-запрудного типа на реке Моджох (приток Рухутляра) в бассейне Андийского Койсу. Расположено в Хунзахском районе Республики Дагестан, Россия. Озеро является памятником природы регионального значения.

## Общие сведения
Озеро имеет размер 1250 на 500 метров. Площадь поверхности равна 32 га. Средняя глубина озера около 20-30 метров, максимальная достигает 60 м. Объём озера равен 8 млн м³.
Горное озеро находится на высоте 1632,6 метров над уровнем моря. Ближайший населённый пункт — село Мочох.
Летом поверхностный слой нагревается до +21°. Зимой Мочох покрывается толстым слоем льда.

## Происхождение
Мочохское озеро образовалось в 1962—1963 годах в межгорной впадине в результате схода оползня с хребта Танусдирил, запрудившего ущелье реки Мочохтляр.
Берега озера преимущественно пологие и голые, на мелководьях заросшие небольшими куртинами невысокого и разреженного тростника и рогоза. Вокруг озера основные площади занимают субальпийские луга. Небольшие участки заняты древесно-кустарниковой растительностью.

## Фауна
В период пролёта на озере в небольшом количестве останавливаются цапли, лебеди, гуси, утки и журавли. Гораздо богаче гнездовая орнитофауна субальпийских лугов.
К числу характерных видов этого биотопа относятся горный конёк, луговой чекан, перепел, коростель, полевой жаворонок, просянка.
В окрестностях озера встречаются также крупные хищные птицы (чёрный гриф, белоголовый сип, беркут, бородач).
К наиболее ценным видам рыб относится интродуцированная в озере эйзенамская форель. Кроме неё, интродуцированы толстолобик, сазан, окунь, белый амур.

## Туризм
В зимнее время года озеро покрывается льдом и превращается в естественный каток — место притяжения местных жителей и туристов.